# Парк „Подполковник Калитин“
Парк „Подполковник Калитин“ е парк в Стара Загора.

## История
С решение на Общински съвет – Стара Загора от 30 септември 2010 г. градинката, в която се намира паметника на подполковник Калитин и 4 оръдия, се именува парк „Подполковник Калитин“.

## Паметник на трета опълченска дружина и подполковник Калитин
Централно място в парка заема паметникът (изграден 1927 г.) на трета опълченска дружина и подполковник Калитин, посветен на героизма на подполковник Калитин и трета опълченска дружина, на която е поверено Самарското знаме при героичната отбрана на Стара Загора през Руско-турска война (1877 – 1878) от руските воини и българските опълченци. Павел Калитин е руски офицер, подполковник в Българското опълчение, участник в Руско-турската война (1877 – 1878).